# Khātūnābād-e Boland Pey
Khātūnābād-e Boland Pey (persiska: خاتون آباد بلند پی, Khātūnābād) är en ort i Iran.   Den ligger i provinsen Khorasan, i den nordöstra delen av landet, 700 km öster om huvudstaden Teheran. Khātūnābād-e Boland Pey ligger 1 388 meter över havet och antalet invånare är 206.
Terrängen runt Khātūnābād-e Boland Pey är platt åt nordost, men åt sydväst är den kuperad.Runt Khātūnābād-e Boland Pey är det ganska tätbefolkat, med 185 invånare per kvadratkilometer. Närmaste större samhälle är Shāh Taqī, 10,8 km nordväst om Khātūnābād-e Boland Pey. Omgivningarna runt Khātūnābād-e Boland Pey är i huvudsak ett öppet busklandskap.